# Henk te Maarssen
Johannes Henricus J. (Henk) te Maarssen S.V.D. (Groenlo, 3 september 1933) is een Nederlands geestelijke en een bisschop-emeritus van de Rooms-Katholieke Kerk, werkzaam in Papoea-Nieuw-Guinea.
Te Maarssen werd op 31 januari 1960 tot priester gewijd bij de Missionarissen van Steyl. Hij was als missionaris werkzaam in het huidige Papoea-Nieuw-Guinea in het apostolisch vicariaat Goroka en vanaf 1966 in het gelijknamige bisdom.
Toen het bisdom Kundiawa in 1982 werd ingesteld als afsplitsing van Goroka, werd Te Maarssen daar vicaris-generaal. In 1999 werd hij benoemd tot diocesaan administrateur, na het vertrek van bisschop William Joseph Kurtz die was benoemd tot aartsbisschop-coadjutor van Madang. Op 10 mei 2000 werd hij benoemd tot bisschop van Kundiawa. Zijn bisschopswijding vond plaats op 24 augustus 2000.
Te Maarssen ging op 12 januari 2009 met emeritaat vanwege het bereiken van de gestelde leeftijdsgrens. Hij bleef daarna in Papoea-Nieuw-Guinea wonen, en was onder meer nog actief op het Liturgisch Catechetisch Instituut waar hij een nieuwe versie van een missaal uitwerkte in het Pidgin.